# Yulu
Le yulu, aussi écrit youlou, est une langue soudanique centrale parlée en République centrafricaine et au Soudan du Sud.